# Valfurva
Valfurva é uma comuna italiana da região da Lombardia, província de Sondrio, com cerca de 2.739 habitantes. Estende-se por uma área de 215 km², tendo uma densidade populacional de 13 hab/km². Faz fronteira com Bormio, Martello (BZ), Peio (TN), Ponte di Legno (BS), Sondalo, Stelvio (BZ), Valdisotto.

## Demografia
| Variação demográfica do município entre 1861 e 2011                               |
|                                                                                   |
| Fonte: Istituto Nazionale di Statistica (ISTAT) - Elaboração gráfica da Wikipedia |